# 晴海ふ頭公園
晴海ふ頭公園（はるみふとうこうえん）は、東京都中央区晴海にある東京都港湾局が所管する都立の海上公園（ふ頭公園）である。

## 概要
東京港晴海埠頭の南西端に位置する。
中央区観光協会から「夜景八選」の一つに選ばれ、レインボーブリッジや東京タワーなどを望むことができ、夜景スポットとして知られている。
2020年東京オリンピック・パラリンピックの際には、周辺に選手村（HARUMI FLAG）の整備が計画され、当公園も選手村の一部となるため、2017年（平成29年）10月1日から休園となった。
その後、リニューアル工事を経て、2022年（令和4年）10月7日に解放が再開された。
なお、都は開放再開に併せて、当公園において海上公園としては初の飲食店の設置・運営等を行う事業者を公募。フロンティアコンストラクション＆パートナーズ（代表法人） が事業者に決定し、カフェとコワーキングスペースからなる「ConnecT HARUMI」（店舗名 O.GARDEN）を運営している。
園内では、東京湾大華火祭の花火の一部が打ち上げられていたが、選手村整備に伴い、2016年（平成28年）をもって花火大会は休止となった。また隣接していた晴海客船ターミナルは、2022年2月20日に閉館している。

## 主な施設
- 展望広場、多目的広場、遊びの広場
- 花木のテラス、海辺のテラス
- ConnecT HARUMI （O.GARDEN）

## 周辺施設
- 東京消防庁臨港消防署
- 東京検潮所

## アクセス
- 都営バス都05-1系統（グリーンアローズ）・錦13甲系統 -「晴海埠頭」停留所下車。
- 都営バス都03系統（グリーンアローズ）-「晴海ふ頭公園北」停留所下車。
- 東京BRT選手村ルート -「晴海ふ頭公園」停留所下車。